# Orectolobus halei
Orectolobus halei is een vissensoort uit de familie van de wobbegongs (Orectolobidae). De wetenschappelijke naam van de soort is voor het eerst geldig gepubliceerd in 1940 door Whitley.